# Art Murphy
Arthur « Art » Murphy, né le 25 janvier 1942 à Princeton dans le New Jersey et mort le 19 novembre 2006 à Flemington dans le New Jersey, est un pianiste et compositeur américain ayant largement participé au développement de la musique minimaliste auprès de Steve Reich et Philip Glass.

## Biographie
Art Murphy a fait ses études à la Juilliard School of Music à New York, où il étudie la musique sérielle avec Luciano Berio et la composition avec Hall Overton. Il obtient son diplôme (Master of Arts) en 1966. C'est à cette époque qu'il rencontre les compositeurs Steve Reich et Phil Glass dont il deviendra à la fin des années 1960 l'un des membres fondateurs, avec Jon Gibson, de leurs ensembles respectifs : Steve Reich and Musicians et Philip Glass Ensemble. Avec Steve Reich, il participe notamment à la création de Piano Phase (1967), Four Organs (1970), Phase Patterns (1970) et Drumming (1971) et avec Glass à celle de Music with Changing Parts (1970).
Art Murphy fait également la connaissance de Bill Evans, au début des années 1960, dont il devient un ami proche et réalise les transcriptions de ses solos au piano. Il a également travaillé avec Thelonious Monk en 1963. Il restera toute sa vie un pianiste de jazz, jouant dans différents clubs du New Jersey et de la région de Philadelphie.

## Discographie
- Conversations with Bill Evans avec Jean-Yves Thibaudet, Decca, 1997
- Music with Changing Parts de Philip Glass, Nonesuch, 1971
- Two Pages/Contrary Motion/Music in Fifths/Music in Similar Motion de Philip Glass, Nonesuch, 1971
- Four Organs/Phase Patterns de Steve Reich, New Tone, 1970
- I Don’t Wanna de Henry Flynt and the Insurrections, Locust Records, 1966